# Gherghești
Gherghești est une commune roumaine située dans le județ de Vaslui.